# Caragana changduensis
Caragana changduensis är en ärtväxtart som beskrevs av Ying Xing Liou. Caragana changduensis ingår i släktet karaganer, och familjen ärtväxter. Inga underarter finns listade i Catalogue of Life.